# « Cette mauvaise réputation... »
« Cette mauvaise réputation... » est un livre de Guy Debord publié en novembre 1993 par les Éditions Gallimard. 
Dans une première partie de ce livre, Guy Debord, revient sur le traitement médiatique de ses œuvres entre 1988 et 1992, notamment sur plusieurs articles publiant des informations fausses sur sa vie et des citations maspérisées, ce afin de réfléchir sur la désinformation.
Dans une seconde partie, moins importante, Il répond à des critiques venant de la mouvance post-situationniste.
L'édition de poche folio a pour couverture la reproduction de la peinture « tableau sans légende » de son ami Bessompierre.
C'est le dernier livre qu'il publie de son vivant.

## Réception
À sa sortie, le livre est chroniqué par Gilles Tordjman dans le nº 51 du mensuel Les Inrockuptibles (page 12, pleine page).

## Éditions
- « Cette mauvaise réputation... », Gallimard, Collection blanche, 1993.
- « Cette mauvaise réputation... », Gallimard, Folio, 1998.